# Edison (företag)
Edison S.p.A är ett energibolag med säte i Milano som är verksamt inom el och naturgas. 
Bolaget grundades 1884 sedan ett elkraftverk byggts i Santa Radegonda 1883 som baserades på Thomas Edisons anläggning som han utvecklade i New York 1882. Anläggningen levererade elektricitet till centrala Milano inklusive Scalateatern. Det var Giuseppe Colombo som utvecklade kraftverket och arbetade för ett införande av elektricitet i Italien enligt "System Edison". 1893 levererade bolaget elektriska spårvägar till Milanos spårväg.
På 1950-talet satsade bolaget på att diversifierad sig och satsade på kemisektorn. Edison minskade sin verksamhet inom energisektorn när Enel bildades och energibolag i Italien förstatligades. 1966 följde samgåendet med Montecatini som antog namnet Montedison 1969. 1979 samlades bolagets energiverksamhet i bolaget Selm (Servizi Elettrici Montedison) och 1991 antog bolaget det gamla namnet Edison.